# 兵庫県立淡路景観園芸学校

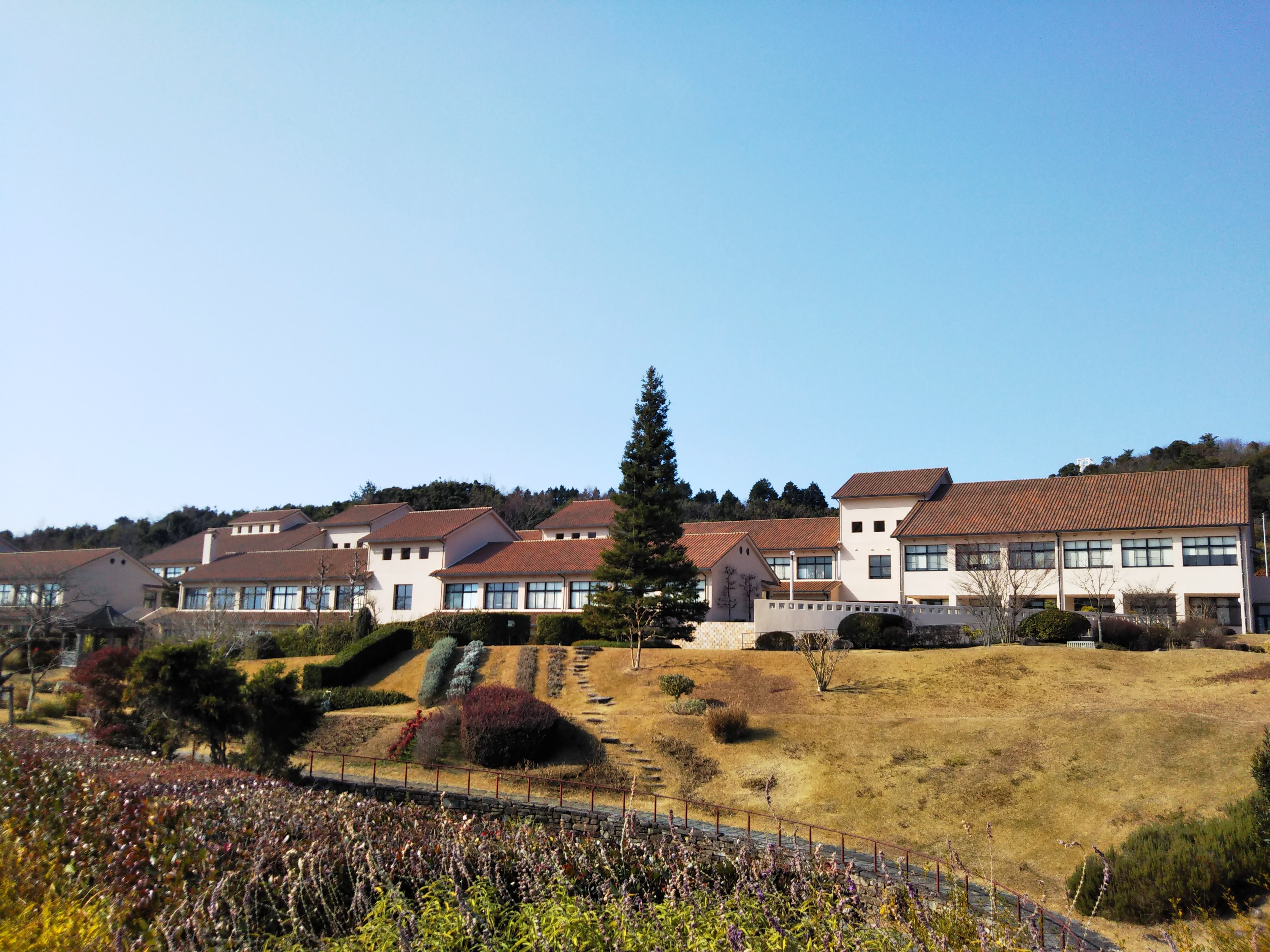
校舎群

兵庫県立淡路景観園芸学校（ひょうごけんりつあわじけいかんえんげいがっこう、英語:Awaji Landscape Planning & Horticulture Academy）は兵庫県淡路市野島常盤にある兵庫県立淡路景観園芸学校の設置及び管理に関する条例（平成10年兵庫県条例第36号）に基づく教育研究機関。また、併設されている兵庫県立大学大学院緑環境景観マネジメント研究科（専門職）も併せて解説。

## 概要
学校教育法に規定されない、日本で唯一の園芸分野の実践的専門教育が特徴。
本校のスタッフ（教授、准教授、講師）は、兵庫県立大学自然・環境科学研究所景観園芸系の教員を兼務している。

## 年表
1999年（平成11年）4月に開校。

## 機能

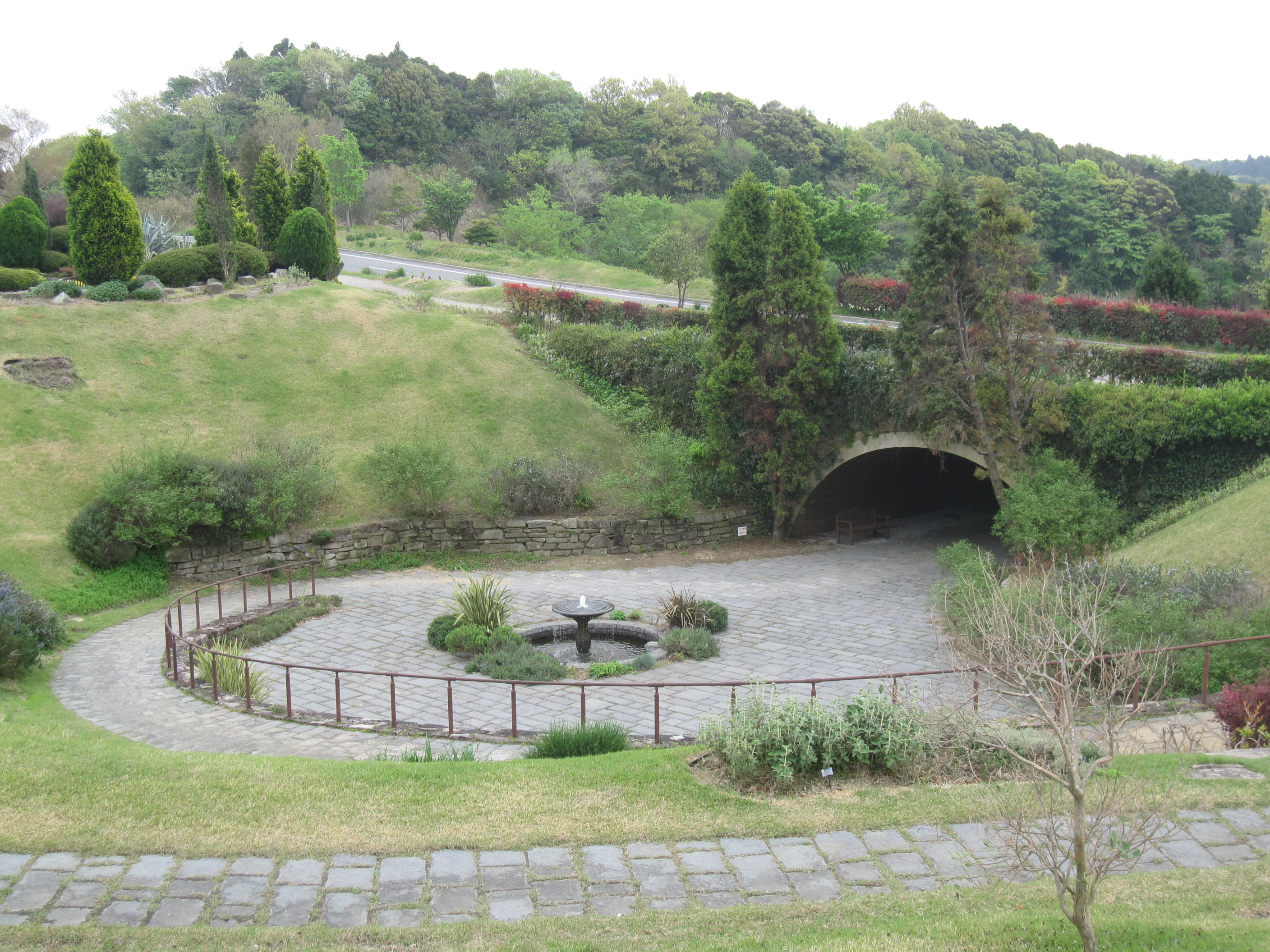
サンクンガーデン（沈床庭園）

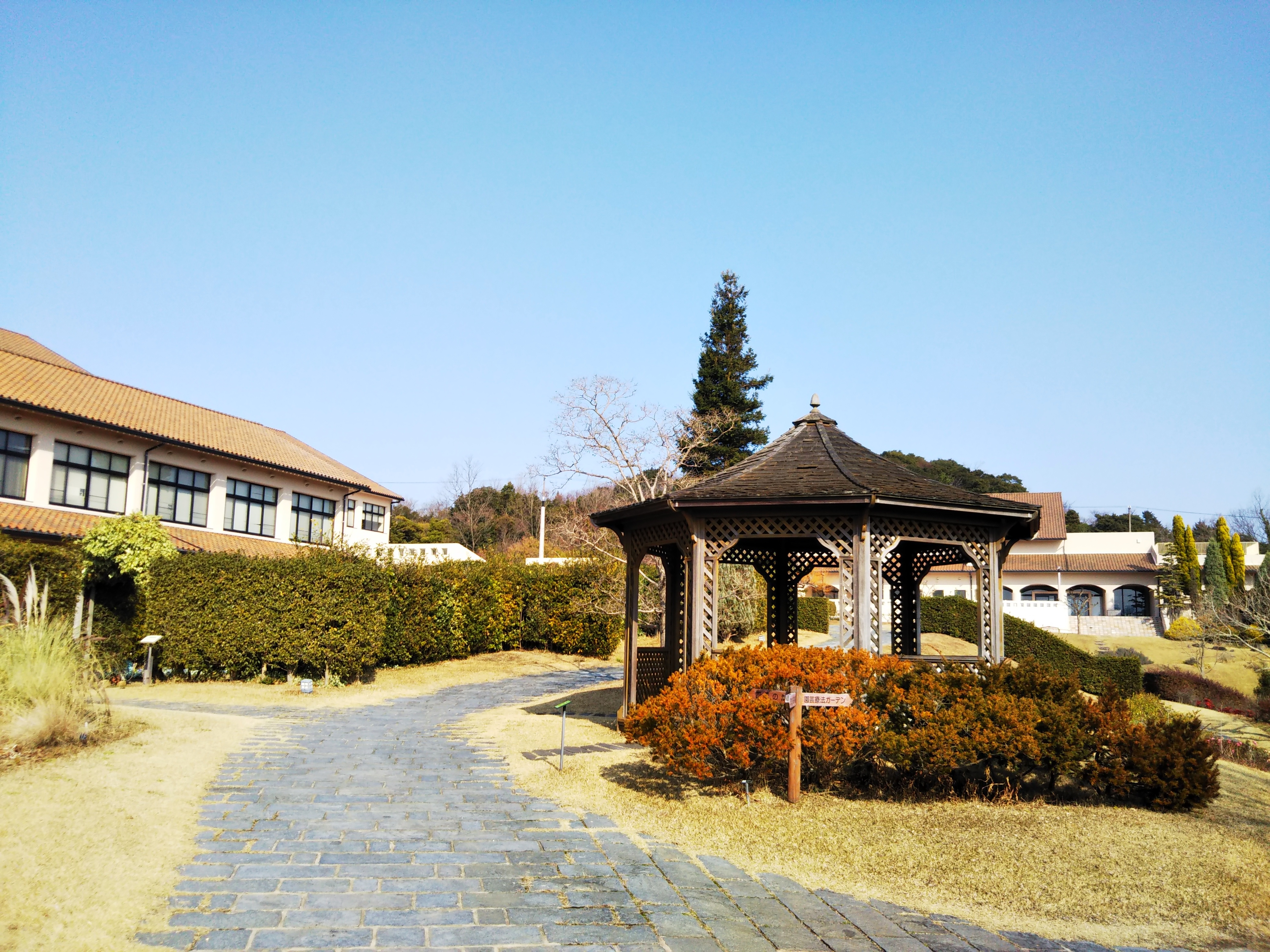
アルファガーデン（一般公開ゾーン）

### 人材養成機能

#### 景観園芸専門課程
全寮制。受験資格は大卒以上の人材を対象。試験は小論文、英語、及び実技。2年制。

#### 園芸療法課程
医療・福祉関係の国家資格を有する者と大卒、 造園や園芸関係の短大・専門学校卒等を対象。試験は書類審査、面接、筆記試験等。1年制。

#### 景観園芸専門研修
実務者や大学院生を対象に設置。研修期間は、課題解決型が月単位（1 - 12ヶ月）で選択、科目履修型が4ヶ月。

### 生涯学習機能

#### まちづくりガーデナーコース
- 本科コース
- 体験コース
- テーマコース

### 調査研究機能
4部門（園芸文化・生活部門、景観植物資源部門、景観デザイン部門、景観マネジメント部門）があり、緑地空間、地域づくり、自然と都市の先導的デザイン技術などの調査・研究を行う。

### 情報発信機能
本校の各機能から得られた情報を発信する。

### 産業振興機能
淡路地域や県内の産業振興を行う。

## 兵庫県立大学大学院緑環境景観マネジメント研究科
兵庫県立大学の大学院緑環境景観マネジメント研究科は、兵庫県立淡路景観園芸学校景観園芸専門課程を発展させて緑環境や景観の分野では初となる専門職大学院として、2009年4月に開設。
専門職学位2年の課程で、緑環境景観マネジメント修士（専門職学位、Master of Landscape Design and Management） と兵庫県景観園芸士が授与される。
教育領域は共通の他保全管理領域、活用デザイン領域、施策マネジメント領域がある。
専攻の部門と分野は以下の通り。
- 緑文化・生活部門／観賞園芸、園芸療法
- 景観植物資源部門／造園樹木、プランティングデザイン
- 景観デザイン／ランドスケープデザイン、ランドスケープエンジニアリング
- 景観マネジメント／ランドスケーププランニング、花と緑のまちづくり